# Anschlussbahn Epfenhausen–Penzing
| Anschlussbahn bei Kilometer 3,0 (2021) |                      |                                |                                |
| Streckenlänge: | 6,3 km               |                                |                                |
| Spurweite: | 1435 mm (Normalspur) |                                |                                |
| |                      |                                |                                |
| \| \| \| von München-Pasing \| \| \| \| 0,0 \| Epfenhausen (Awanst, ehem. Bf) \| Epfenhausen (Awanst, ehem. Bf) \| \| \| \| nach Buchloe \| \| \| \| \| Fliegerhorst Landsberg/Lech \| \| \| \| 6,3 \| Tanklager POL \| Tanklager POL \| \| \| \| \| \| \| Quellen: [1] \| \| \| \| |                      |                                |                                |
| Strecke |                      | von München-Pasing             | von München-Pasing             |
| Blockstelle | 0,0                  | Epfenhausen (Awanst, ehem. Bf) | Epfenhausen (Awanst, ehem. Bf) |
| Abzweig geradeaus und nach rechts |                      | nach Buchloe                   | nach Buchloe                   |
| Dienststation / Betriebs- oder Güterbahnhof |                      | Fliegerhorst Landsberg/Lech    | Fliegerhorst Landsberg/Lech    |
| | 6,3                  | Tanklager POL                  | Tanklager POL                  |
| |                      |                                |                                |
| Quellen: |                      |                                |                                |

Die Anschlussbahn Epfenhausen–Penzing ist ein Gleisanschluss in der oberbayerischen Gemeinde Penzing. Sie zweigt in Epfenhausen von der Bahnstrecke München–Buchloe ab und führt zum Fliegerhorst Landsberg/Lech. Die Deutsche Reichsbahn nahm den Gleisanschluss 1936 in Betrieb. In den 1960er und 1970er Jahren fand auf der Anschlussbahn nichtöffentlicher Personenverkehr statt.

## Geschichte
Mitte 1935 begannen die Planungen zum Bau eines Militärflugplatzes der Luftwaffe auf dem Gebiet der Gemeinde Penzing östlich von Landsberg am Lech. Zum Transport von Baumaterialien und Flugbenzin wurde ein Gleisanschluss an den Bahnhof Epfenhausen der Bahnstrecke München–Buchloe vorgesehen. Die Deutsche Reichsbahn erstellte im Herbst 1935 die Planung für den Gleisanschluss und begann Anfang 1936 mit den Bauarbeiten. Für die Trasse des Anschlussgleises wurden der Bahndamm und zwei bestehende Eisenbahnüberführungen im Bahnhof Epfenhausen verbreitert sowie zwischen Epfenhausen und dem Flugplatzgelände ein Einschnitt errichtet. Noch 1936 konnte die Deutsche Reichsbahn die Bedienung des Anschlusses aufnehmen und die Baumaterialien fortan direkt auf das Flugplatzgelände liefern. Nach der Fertigstellung des Flugplatzes 1937 diente die Anschlussbahn vor allem für Treibstofflieferungen; daneben wurden Maschinen und Munition transportiert.
Für die Rangierarbeiten im Gleisanschluss war eine eigene Rangierlokomotive vorhanden, die in einem Lokschuppen auf dem Flugplatzgelände stationiert war. Am 6. November 1962 lieferte Klöckner-Humboldt-Deutz hierfür eine Diesellokomotive der Bauart KHD KS 230 B an die Bundeswehr. Ab Ende der 1960er Jahre wurden die meisten Fahrten auf der Anschlussbahn durch die Deutsche Bundesbahn durchgeführt und Anfang der 1970er schließlich die bundeswehreigene Lokomotive abgezogen. Der ehemalige Lokschuppen wurde in der Folge zu einer Lagerhalle umgebaut.
In den 1960er und 1970er Jahren führte die Deutsche Bundesbahn zwischen dem Bahnhof Epfenhausen und dem Fliegerhorst mit Schienenbussen der Baureihen VT 95 und VT 98 einen nichtöffentlichen Personenverkehr für Bedienstete und Soldaten des Flugplatzes durch. Von 1969 bis 1975 verkehrte zudem ein direktes Dienstpersonenzugpaar vom Fliegerhorst über Epfenhausen und Kaufering bis zur Bunkeranlage in der Welfenkaserne.
Ab den 1970er Jahren ging das Güteraufkommen des Gleisanschlusses zurück. Mit dem Bau einer Pipeline vom Tanklager Unterpfaffenhofen endeten 1987 die regelmäßigen Treibstofftransporte mit Kesselwagenzügen zum Tanklager des Fliegerhorstes. Danach wurde der Gleisanschluss bis zur Auflassung des Flugplatzes 2020 nur noch sporadisch bedient.
Am 29. November 2023 beantragte die DB InfraGO beim Eisenbahn-Bundesamt die Genehmigung zum Rückbau der Anschlussweiche in Epfenhausen.

## Streckenbeschreibung

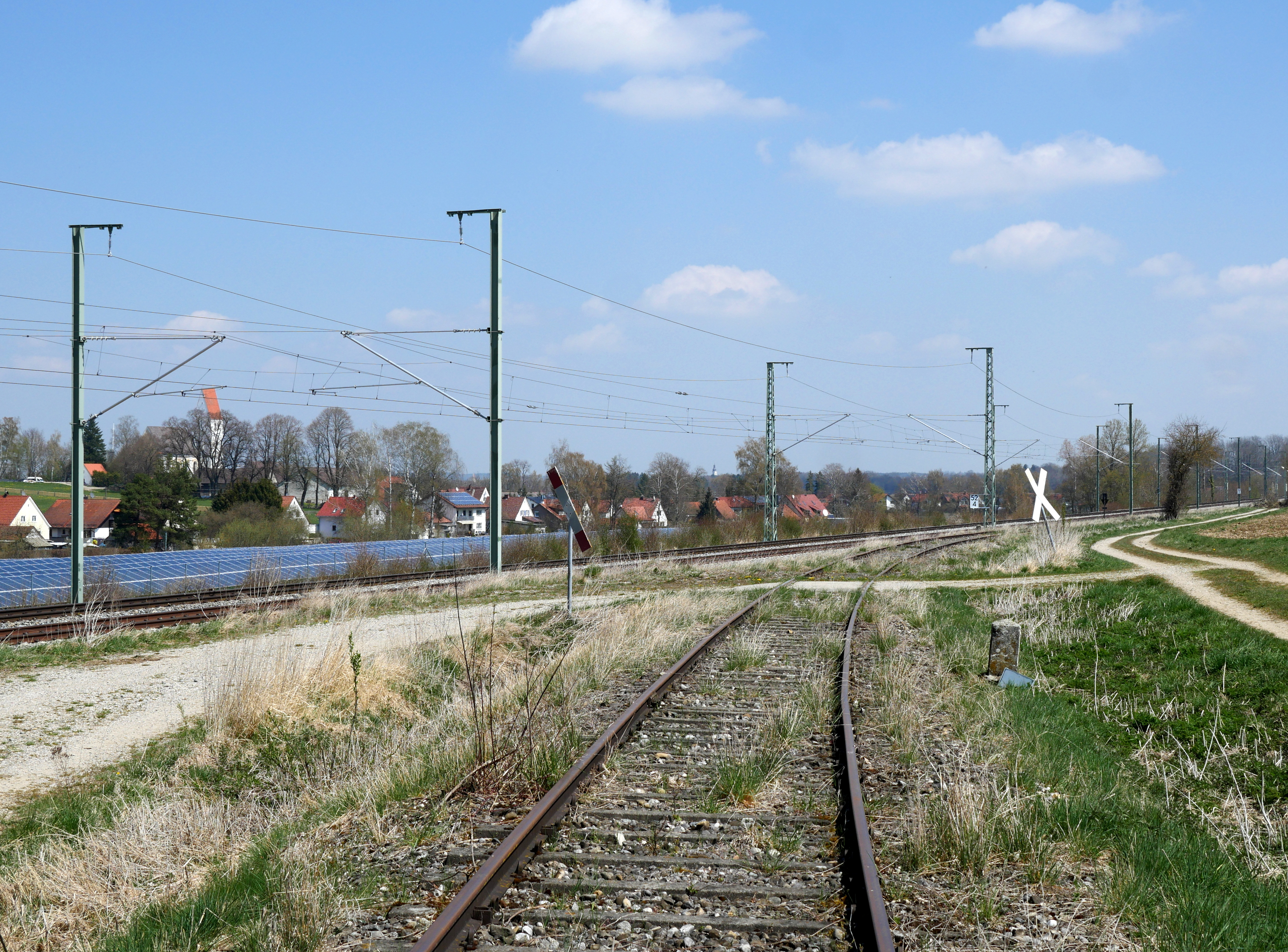
Trennung von der Hauptbahn München–Buchloe bei Kilometer 1,5 westlich von Epfenhausen (2021)

Die Anschlussbahn zweigt an der Ausweichanschlussstelle Epfenhausen, dem ehemaligen Bahnhof Epfenhausen, von der Hauptbahn München–Buchloe ab und führt zunächst auf einem Bahndamm parallel zur Hauptbahn nach Südwesten. Nach der Überführung des Verlorenen Bachs und der Staatsstraße 2052 verlässt sie bei Streckenkilometer 1,5 die Hauptbahn und biegt in einem Einschnitt nach Süden ab. Bei Kilometer 3,0 unterquert sie erneut die Staatsstraße 2052 und erreicht das Gelände des Fliegerhorstes Landsberg/Lech, auf dem sie in einer engen Kurve nach Osten schwenkt. Hier zweigten nach Norden ursprünglich drei Stumpfgleise ab, die zu den Kfz-Werkstätten, zur Heizzentrale und zum einständigen Lokschuppen führten. In den 1990er Jahren wurden zwei der Stumpfgleise zurückgebaut; das Gleis zur Heizzentrale ist weiterhin vorhanden. Weiter östlich erreicht das Gleis einen dreigleisigen Güterbahnhof mit einem beidseitig angebundenen Ausweichgleis und einem einseitig nach Osten angebundenen Abstellgleis. Danach führt das Anschlussgleis am östlichen Rand des Flugplatzes nahe dem Ortsgebiet von Penzing in einem weiten Bogen um das Ostende der Start- und Landebahn herum und endet, nun nach Westen führend, am Tanklager POL.
In den ersten Betriebsjahren verlief das Gleis zum Tanklager zunächst westlich um die Start- und Landebahn herum und war von Epfenhausen aus nur mit einem Fahrtrichtungswechsel im Güterbahnhof des Flugplatzes zu erreichen. Im Zuge einer Verlängerung der Start- und Landebahn nach Westen wurde das Gleis nach dem Zweiten Weltkrieg auf die Ostseite des Flugplatzes verlegt.